# Museo de los Concilios y de la Cultura Visigoda

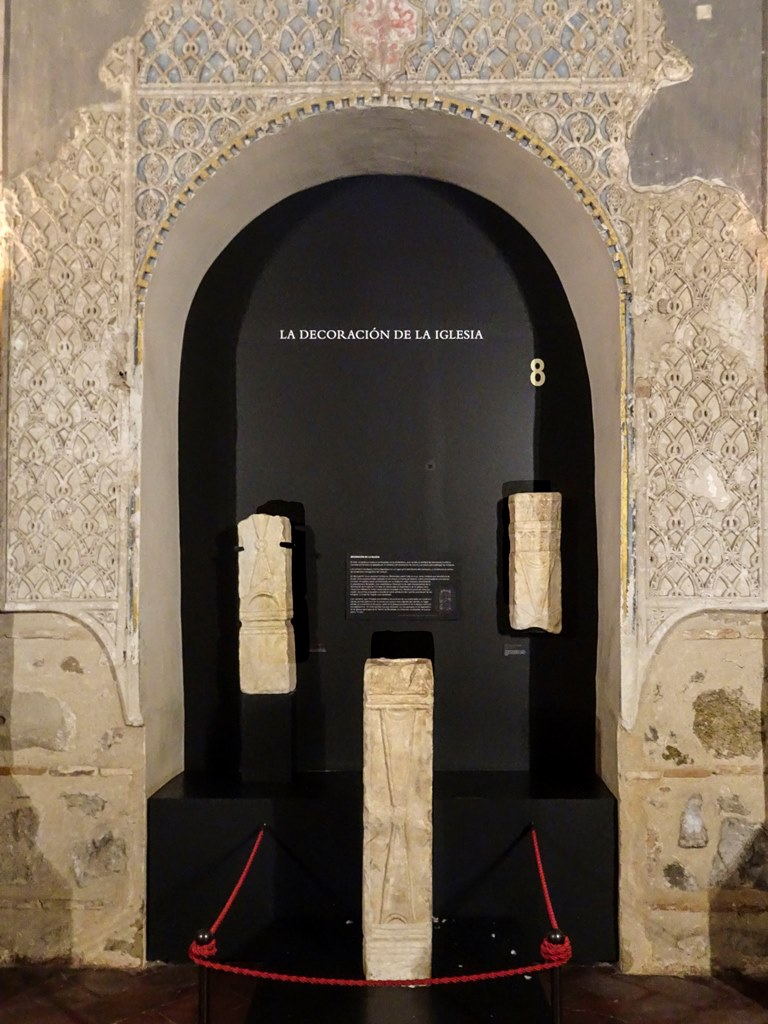
Yesería

El Museo de los Concilios y de la Cultura Visigoda fue creado en 1969 como filial del Museo de Santa Cruz de Toledo. Al tener su sede en la Iglesia de San Román, también se conoce como Museo de San Román.

## Historia
El museo abrió sus puertas en 1971, y su primera directora fue Matilde Revuelta Tubino. Empezó incorporando sobre todo materiales arqueológicos visigodos procedentes de excavaciones de la provincia de Toledo que se encontraban custodiados en los fondos del Museo de Santa Cruz, así como depósitos de la Iglesia y del Museo Arqueológico Nacional. Algunos ejemplos eran los objetos procedentes de la necrópolis de El Carpio de Tajo, las reproducciones de las coronas votivas del tesoro de Guarrazar y los fragmentos de un credo epigráfico de la Vega Baja de Toledo.
En 2014, se emprendió una renovación del espacio con el fin de integrar los elementos arquitectónicos de la iglesia con los objetos propios del museo, plasmar la cultura visigoda desde todos los ámbitos de la forma más didáctica posible y utilizar el edificio para diversas actividades de difusión cultural.
|                                                      |
| Capitel decorado con espirales y un ciervo corriendo |

|                                                                   |
| Fuste decorado con hilera de cruces. Capitel con motivo vegetales |